# النسوية في هولندا
النسوية في هولندا بدأت كجزء من حركة الموجة النسوية الأولى التي حَدثت في القَرن التاسع عشر، وفيما بَعد كانت نِضالات الموجة النسوية الثانية في هولندا تَعكس التطورات في حركة حقوق المرأة في البلدان الغَربية الأُخرى. لا تزال هُناك نقاشات نسوية مفتوحة في هولندا حولَ كيفية تحسين الاختلالات والمظالم التي توجهها المرأة في هولندا.

## التاريخ

### النهضة والتنوير
تأسست جمهورية المقاطعات السبع المتحدة، المعروفة باسم هولندا، من خلال حرب الاستقلال الهولندية، التي بدأت في عام 1568 وانتهت بمعاهدة وستفاليا. كان للنساء عدد محدود من الحقوق، بما في ذلك الحق في إبرام العقود والحق في التحكم في مهورهن. على الرغم من أنهن ما زلن تابعات قانونيًا للرجال، فقد سُمح للأرامل مثل فولكسكين دييريكس، ناشرة من أنتويرب، وأليتا هانيمانز، صانعة جعة في هارلم، بمواصلة أعمال أزواجهن. لم يكن للفتيات الحق في التعليم، وقبل الترمل، لم يُسمح للنساء بامتلاك الممتلكات أو المشاركة في الحكومة.

### البداية حتى منتصف القرن التاسع عشر
جلب التصنيع في هولندا فرص العمل لكل من الرجال والنساء. بدأت النقابات العمالية بالتنظيم بحلول منتصف القرن التاسع عشر. في عام 1841 أسست آنا باربرا فان ميرتين-شيلبيروورت منظمة Hulpbetoon aan Eerlijke en Vlijtige Armoede، وهي أول منظمة نسائية في هولندا. بدأت نساء الطبقة المتوسطة في العثور على عمل مدفوع الأجر، أولاً في التمريض. افتُتح أول متجر كبير في هولندا عام 1860، وبدأت النساء بالعثور على وظائف كبائعات تجزئة. انتشرت رياض الأطفال، التي كانت رائدة في ألمانيا، بسرعة في هولندا وكانت بحاجة إلى قوة عاملة من الشابات المدربات لتوظيفها. لتدريب الشابات على تدريس المدرسة الابتدائية، تم إنشاء مدارس متوسطة للفتيات في عام 1867. وأمكن للشابات الواعدات أكاديميًا تقديم التماس للحصول على الحق في القبول في مدرسة ثانوية للذكور فقط. وظلت الجامعات مغلقة أمام النساء حتى عام 1871 عندما حصلت أليتا جاكوبس على القبول لدراسة الطب. وتخرجت كأول طبيبة حديثة في أوروبا. كما برزت جاكوبس في حركة حق المرأة في التصويت في هولندا. حيث افتتحت أول عيادة لتنظيم النسل للنساء في أمستردام عام 1882.

## معرض صور

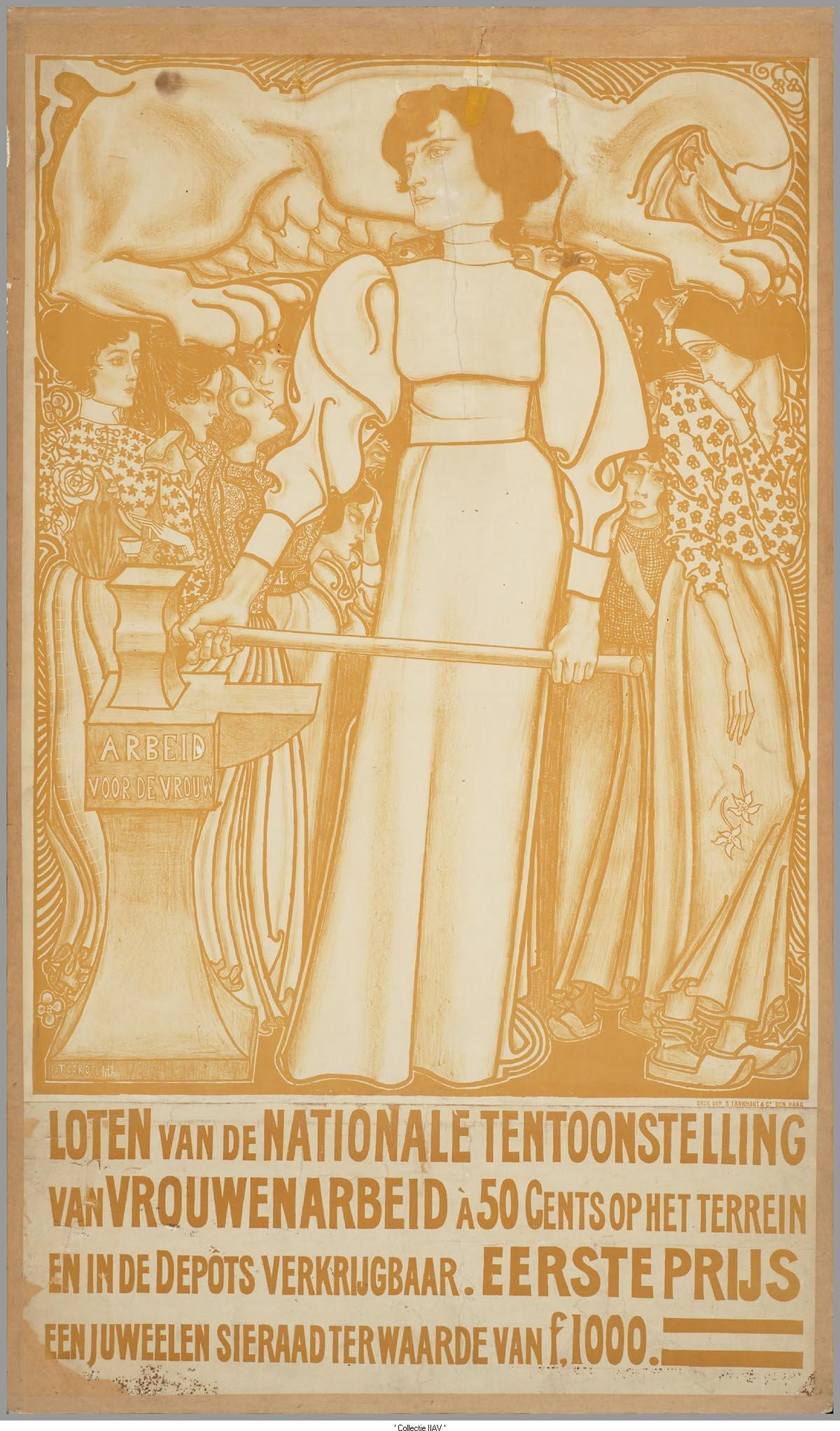
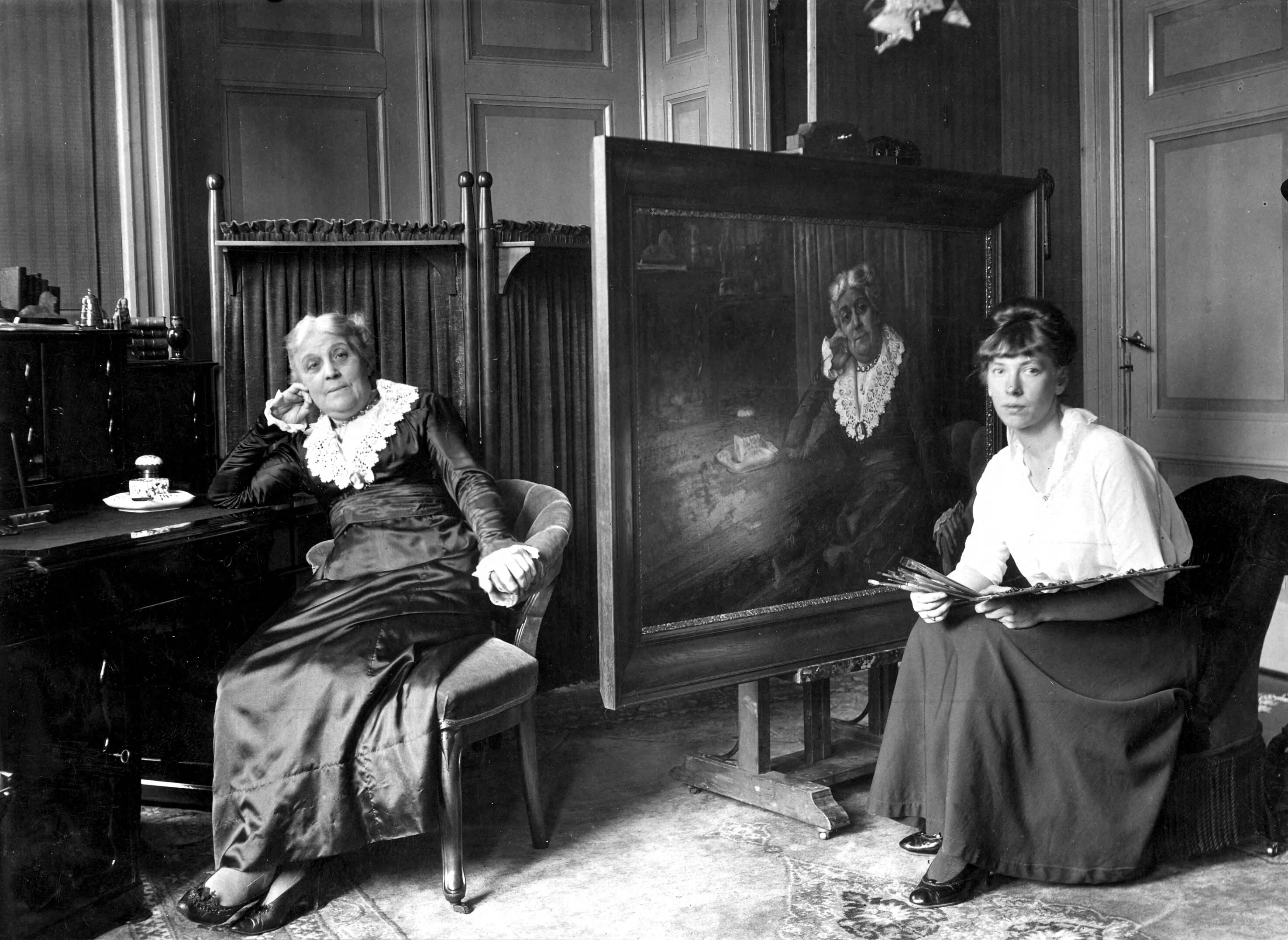
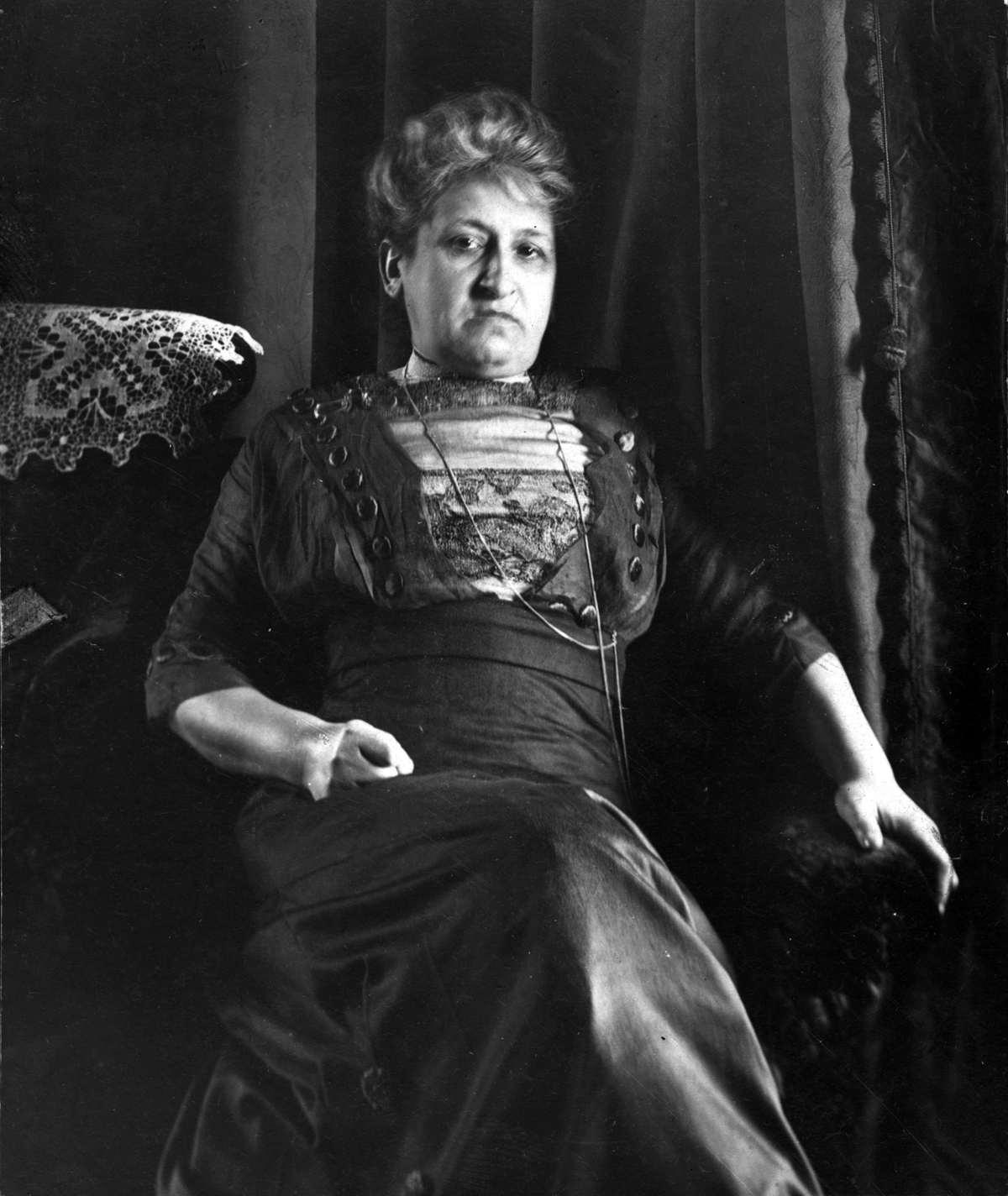
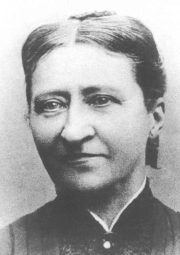
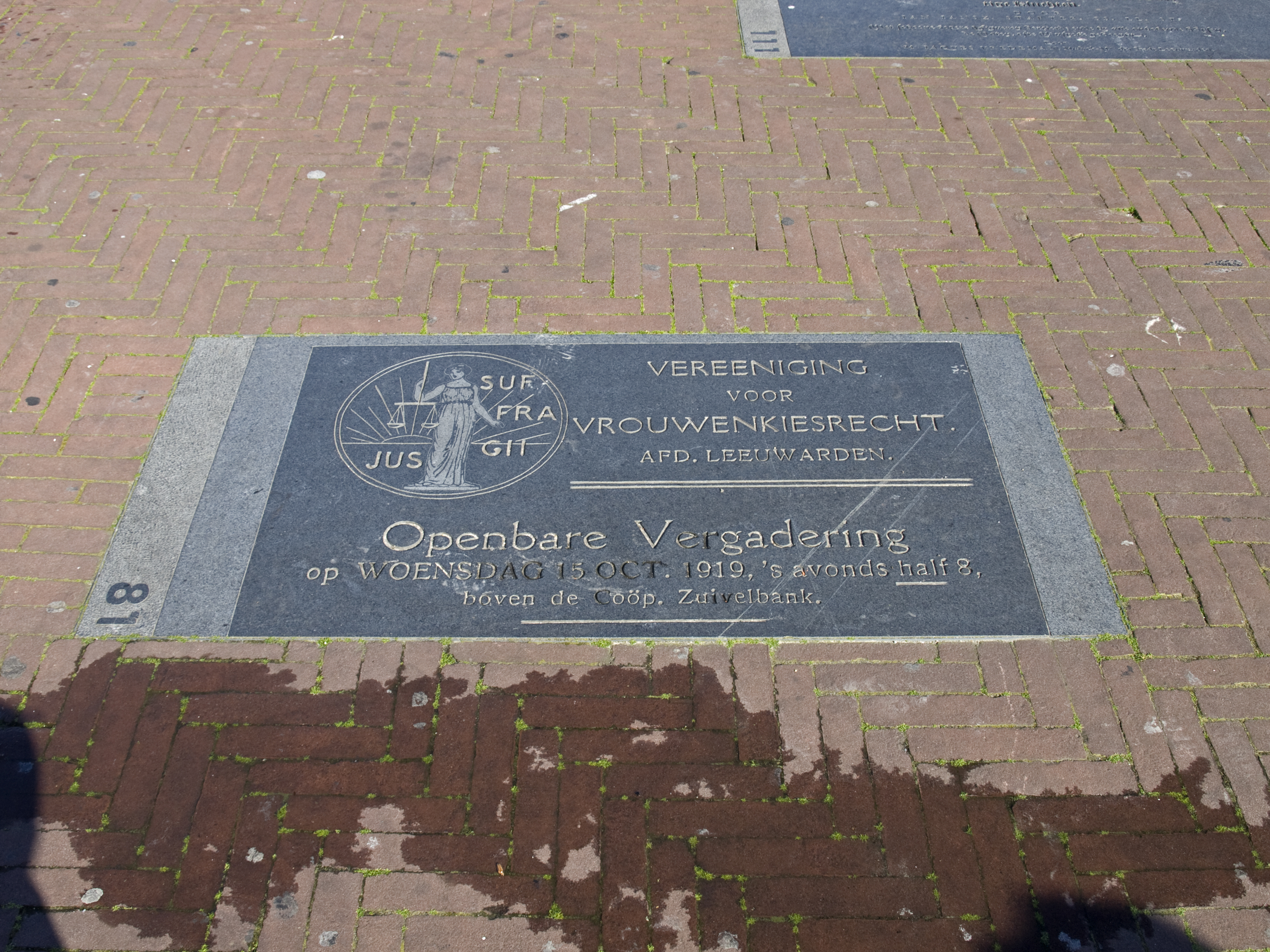